# 野瀬勝三
野瀬 勝三（のせ かつぞう、1940年（昭和15年）- ）は、日本の実業家である。岡山県庁職員となった後、健康づくり財団の職員となり、井原鉄道の経営危機に際して取締役として経営再建に取り組んだ。岡山県倉敷市出身。

## 経歴
1940年（昭和15年）、岡山県倉敷市で野瀬富男の長男として出生する。その後、1956年（昭和31年）4月に岡山県立高梁高等学校へ進学する。同期には、第7代日本バレーボール協会会長、サントリー取締役となる立木正夫がいた。1959年（昭和34年）3月に同校を卒業後、同年、岡山県庁へ就職する。
岡山県庁では総務畑を歩み、空港対策室長代理を経験した後、1996年（平成8年）55歳で津山地方振興局総務課長となり、1997年（平成9年）総務部参与・総務部総務学事課長（次長扱い）となる。1998年（平成10年）4月には、東京事務所長（部長扱い）となり、2000年（平成12年）3月31日、59歳のときに41年間勤めた岡山県庁を退職とともに東京から岡山へ帰郷する。その後は、岡山県健康づくり財団の職員となるが、そんな中、野瀬に転機が訪れる。

### 井原鉄道の役員として
井原鉄道は1999年（平成11年）の開業以来、乗客数の低迷により毎年、多額の赤字を出していた。この状態が続くと、2002年（平成14年）時点で、5年以内に破綻する可能性が高く、危機感を覚えた井原鉄道は、岡山県庁OBの平崎氏に代わり、中国銀行出身の綱島敬光に社長を交代し、経営再建を目指すことにした。同時に辞職する古宮正範専務の後任に、人当たりが良く人望があった野瀬勝三が選定された。
綱島と野瀬は、わずか1年で赤字を14%も削減したが、依然、経営は危機的状況にあり、常勤役員削減のため綱島敬光社長を解任し、取締役会で新社長に谷本巌・井原市長を選出する運びとなり、これにより社長給料を削減するまでに至った。2002年の年間利用客は過去最高の118万1000人で前期比1.7％増となった。
2003年、任期満了に伴う役員改選で、綱島社長と藤井直樹運輸部長の退任を取締役会で了承される。副会長だった谷本市長を代表取締役社長に、野瀬勝三専務を代表取締役専務とすることを決め、谷本社長は無報酬、3人だった常勤役員は野瀬常務1人（実質社長扱い）とし人件費の節減を図った。
井原鉄道存続に向けた動きが活発化する中、2004年（平成16年）広島県と福山市、神辺町は、井原鉄道に対し、本年度から支援を行うことを決定する。広島県側は昨年の2003年度、井原鉄道の経営健全策が不十分として支援見送ったが、赤字が1.8億円に減ったことや、野瀬の働きにより関係自治体が経営をチェックするための審査会が発足したため、2004年度から支援を始めた。野瀬は「支援はありがたい。今後も手を緩めることなく経営健全化を進めたい」と述べている。
同じく2004年には、使用済みのてんぷら油などの食用油を再生してつくるバイオディーゼル燃料の井原線への導入を検討している。導入が実現すれば国内初で井原線活性化につながり、地球温暖化防止の面からも有効とされる試みであり、野瀬は「エンジンへの影響や経費などの問題を協議し、前向きに取り組みたい」と話している。
2005年（平成17年）には、観光客増加対策として4月から特別企画車両「夢 やすらぎ」を導入し、外観は夕焼けに染まる田園に電車が溶け込んでいく姿をイメージして茜色に統一、内装は「くつろげる居間空間」をコンセプトに木材を基調にしたつくりになっている。同年10月15日には、これらの活動が認められ、国土交通省より第4回日本鉄道賞に選ばれた。式典では、森地茂選考委員長（運輸政策研究所長）が井原鉄道の活動について「一つひとつは派手ではないが地域を支える鉄道として信頼を得ている。ぜひ活動を続けてほしい」と講評し、同社の野瀬勝三専務に表彰プレートと盾を手渡している。野瀬はこの際、「地域と一体になって、第三セクター鉄道の模範となるよう取り組みたい」と述べている。
2006年9月には谷本市長が任期満了で新市長に代わる前に市長退任し、同時に井原鉄道社長も辞任した。これにより、野瀬が社長職務を代行することになった。2007年（平成19年）には、井原線開業8周年の1月11日に実施した乗車1回百円の「ワンコインデー」により、この日の乗客は9500人に上り、1日乗客数としては1999年の開業以来で最多を記録する。開業記念日に実施しているワンコインデーの乗客数は2005年が6000人、2006年が6700人であった。これまでイベントを実施したのは井原駅だけだったが、今年は5駅に広がった効果で一気に増えた。野瀬は「沿線の自治体や団体の協力のおかげ。今後も地域と連携した事業を推進し、沿線の活性化を目指したい」と述べていた。
2008年（平成20年）6月23日、6年務めた専務取締役を退任する。野瀬は、井原鉄道での6年間を振り返り、巨額の赤字発生に井原鉄道は開業3年目で経営健全化計画策定を余儀なくされた。経費削減で赤字額を年間2億円に圧縮しても、基金は2006年に底をつくため、自治体からの追加支援が必要との見通しを立てた。しかし、岡山県の第三者機関・井原鉄道健全化検討委は2002年4月、「経営健全化にまい進する雰囲気が弱い」と計画の甘さを厳しく指摘した。さらなる経費削減と増収対策が不可欠とし、計画見直しを指示した。国の補助金打ち切りと積立基金の枯渇が目前に迫る中、抜本的な経営体質改善という自助努力を突きつけられ、改革に着手することになる。社内には多額の税金で生かされているという意識が希薄だった。徹底的な意識改革と経費節減が求められたと述べている。
2011年6月には、70歳で瑞宝小綬章を受賞している。